# Staphylococcaceae
Die Staphylococcaceae sind eine Familie von Bakterien. Es handelt sich um grampositive Bakterien, deren Zellwände aus vielen Schichten des sogenannten Mureins (Peptidoglycan) bestehen.

## Merkmale
Die 2010 neu beschriebene Familie Staphylococcaceae umfasst grampositive Bakterien aus der Ordnung der Bacillales. Der GC-Gehalt (der Anteil der Nukleinbasen Guanin und Cytosin) in der Bakterien-DNA ist – wie bei allen Firmicutes – niedrig. Die zweite große Gruppe der grampositiven Bakterien, die Actinobacteria, weisen hingegen einen hohen GC-Gehalt auf.
Für die Arten dieser Familie gilt, dass sie keine Endosporen als Überdauerungsformen bilden und die Zellen kokkenförmig und unbeweglich sind. Die Arten dieser Familie sind in der Regel fakultativ anaerob, sie sind Katalase-positiv, können sich jedoch im Oxidase-Test unterscheiden. Dieser verläuft negativ bei Staphylococcus, hingegen positiv bei den anderen Gattungen. Verschiedene Arten reduzieren, wenn kein Sauerstoff vorhanden ist, Nitrat zu Nitrit, bzw. zu Ammonium (Denitrifikation). Bei der Denitrifikation als Form der anaeroben Atmung fungiert Nitrat statt Sauerstoff als Elektronenakzeptor.

## Systematik

### Aktuelle Systematik
Gattungen dieser Familie sind (Stand 2015):
- Jeotgalicoccus Yoon et al. 2003 emend. Liu et al. 2011
- Macrococcus Kloos et al. 1998
- Nosocomiicoccus Morais et al. 2008
- Salinicoccus Ventosa et al. 1990
- Staphylococcus Rosenbach 1884

### Veränderte Systematik
In den 1950er Jahren waren die Unterscheidungsmerkmale der damals bekannten Gattungen Staphylococcus und Micrococcus noch nicht klar definiert. Eine Abtrennung erschien sinnvoll wegen des Verhaltens zum Sauerstoff (fakultativ anaerob bzw. strikt aerob) und wegen des GC-Gehaltes (niedrig bzw. hoch), dennoch waren beide Gattungen der gemeinsamen Familie Micrococcaceae zugeordnet. Auch die in den 1990er Jahren neu beschriebenen Gattungen Salinicoccus und Macrococcus wurde hier zugeordnet.
Immer mehr definierte chemotaxonomische Unterscheidungsmerkmale und phylogenetische Untersuchungen der 16S rRNA – ein für Prokaryoten typischer Vertreter der ribosomalen RNA – führten dann zu der Erkenntnis, dass die Systematik dieser Bakterien grundlegend neu festgelegt werden muss. 2001 wurde vorgeschlagen, die Gattungen Staphylococcus, Gemella, Salinicoccus und Macrococcus in einer gemeinsamen Familie zusammenzufassen und somit von den Micrococcaceae abzutrennen.
Auf Grundlage von weiteren Untersuchungen machten Schleifer und Bell 2009 den Vorschlag, eine neue Familie Staphylococcaceae einzuführen, die die damals bekannten Gattungen Staphylococcus, Jeotgalicoccus, Macrococcus und Salinicoccus umfasst. Dieser Vorschlag wurde mit Veröffentlichung im International Journal of Systematic and Evolutionary Microbiology (IJSEM) im Jahre 2010 dann als gültiges Taxon anerkannt. Diese Vorgehensweise ist im Bacteriological Code (englisch für „Bakteriologischer Code“) für die Systematik der Bakterien vorgeschrieben.
Die Gattung Gemella wurde bis 2009 ebenfalls zur Familie Staphylococcaceae (die zu diesem Zeitpunkt noch nicht im Sinne der Bakteriensystematik anerkannt war) gerechnet. Es konnte aber gezeigt werden, dass Gemella sich aufgrund einiger Merkmale von den anderen Gattungen so stark unterscheidet, dass die Zuordnung zu einer gemeinsamen Familie nicht mehr vertretbar erschien.